# 황중쿤

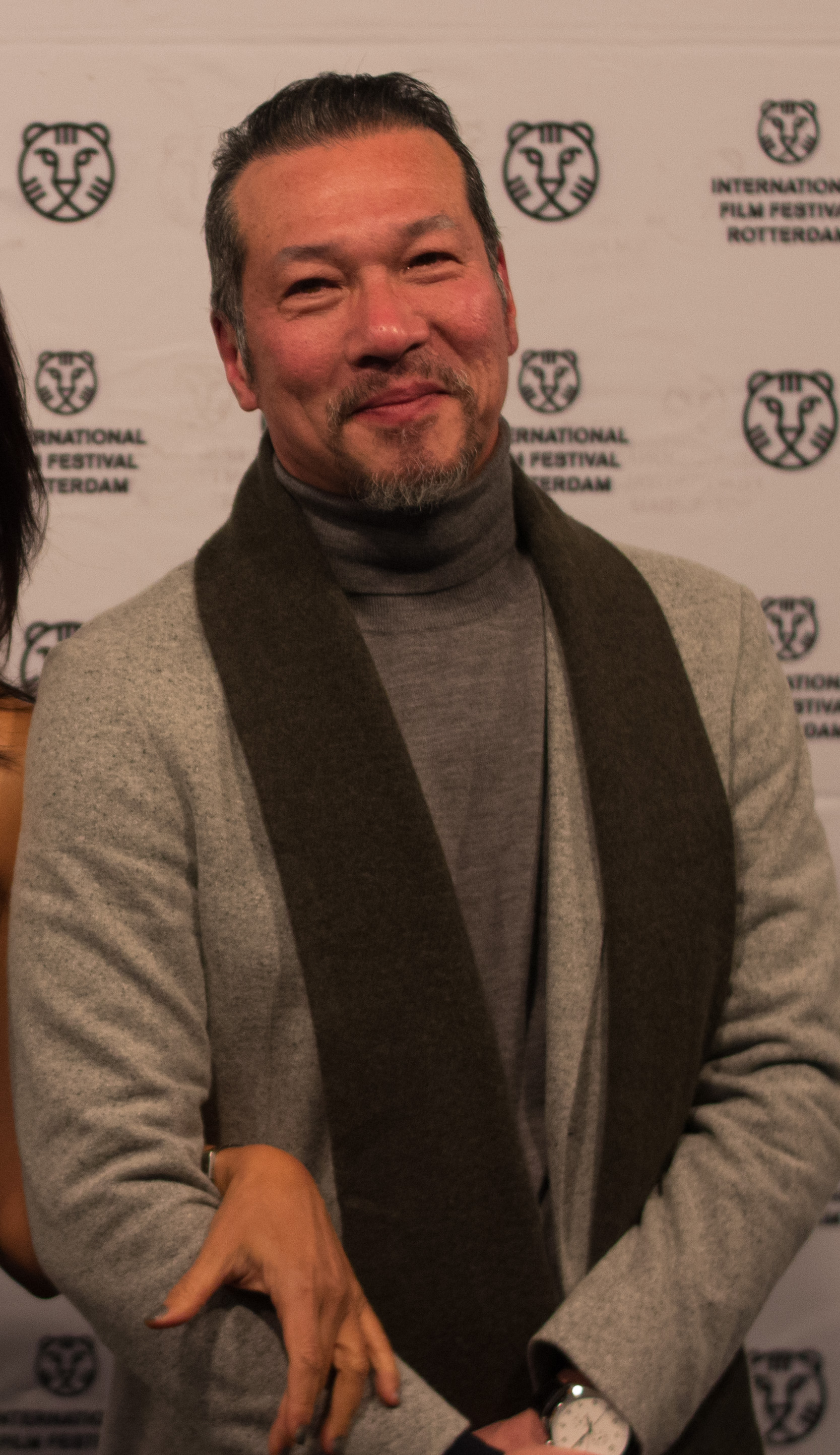

황중쿤(중국어 정체자: 黃仲崑, 병음: Huáng Zhòngkūn, 한자음: 황중곤, Michael Huang, 1958년 11월 28일 ~ )은 대만의 가수이자 배우이다.

## 방송
- 대영웅
- 통령소녀
- 제일주각
- 사실
- 마취풍폭2
- 량진길시

## 영화
- 범보덕
- 대삼원
- 공소